# 宝珠寺 (伊予市)
宝珠寺（ほうじゅじ）は、愛媛県伊予市にある寺。山号は谷上山（たがみさん）。

## 概要
- 真言宗智山派で、京都市東山区にある智積院の末寺で、天武2年（673年）に当時の国司越智有興が創建。正式名称は谷上山慈悲院宝珠寺[1]。
- 庫裏には湯の町の洒脱の趣味人で野球拳初代家元の富田狸通[2]（とみたりつう、1901年〜1977年）[3]の「狸の間」があり、俳句仲間が訪れた時、襖や壁に自由に描いた[1]。
- 伽藍には本堂・薬師堂・絵馬堂・大師堂・通夜堂・庫裏・鐘楼・一の門・二の門・仁王門がある[1]。

## 文化財
市指定有形文化財
- 本堂：1905年（明治38年）に竣工。「伊予の左甚五郎」と呼ばれた下三谷の棟梁川中夏吉（1853年〜1924年）[4]が指揮を執った[5]。
- 千手観音像[6]